# 拉夫·曼图拉
拉夫·曼图拉（1928年12月8日—2008年12月1日），克罗地亚男子足球运动员，场上位置是中场。他曾代表南斯拉夫国家队参加1954年国际足联世界杯，结果队伍止步八强赛。